# Accidente del Mil Mi-8 de Vityaz-Aero de 2021
El jueves 12 de agosto de 2021 un helicóptero tipo Mil Mi-8 perteneciente a la aerolínea de turismo rusa, Vityaz-Aero, con 16 personas a bordo, impactó las aguas del Lago Kurile en la reserva natural Kronotski, en la península de Kamchatka, Rusia. 
Ocho personas lograron escapar de la aeronave que se hundía y fueron rescatadas por los guardabosques de la reserva natural Kronotsky, que se apresuraron al lugar del accidente en botes.
Las restantes ocho personas quedaron desaparecidas, ya que no pudieron salir del helicóptero y quedaron atrapadas entre los restos del aparato bajo el agua. Por lo que los servicios de rescate de la zona dijeron que era prácticamente imposible encontrarlos con vida. Dos días después, se recuperaron tres cadáveres. La rama de Kamchatka del Ministerio de Emergencias de Rusia dijo que la operación de búsqueda se suspendió debido a las malas condiciones climáticas después de que el cuarto cuerpo se encontrara días después.

## El aparato
El helicóptero era un Mil Mi-8T, fabricado en 1984, entregado independientemente a Aeroflot de la URSS. Luego, dos años más tarde, fue transferido a la Administración de Aviación Civil de las regiones centrales de la URSS. Más tarde perteneció a Kamchatka Airlines, y en 2013 se le fue dado a Vityaz-Aero, que lo tuvo hasta el día del accidente.

## Eventos

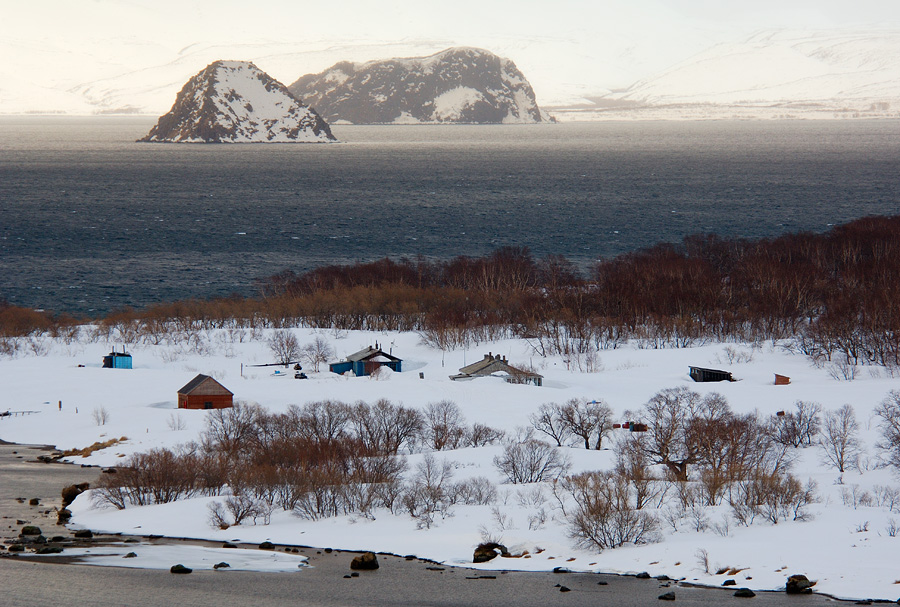
Perspecitva del Lago Kurile.

El helicóptero partió de la localidad de Nikolayevka e iba con destino hacia los lados del lago. 
Se dice que la aeronave poco antes de estrellarse, se disponía para aterrizar, según se informó a RAI KAMCHATKA-INFORM.
Cuando el helicóptero sobrevolaba la reserva natural de Kronotsky, en la península de Kamchatka, en el extremo este del país, chocó contra las aguas volcánicas del lago y empezó a hundirse.
En una entrevista con RT de Rusia, Viktor Strelkin, uno de los sobrevivientes habló y contó más detalles del desastre:

Durante el vuelo, debido a la poca visibilidad en las ventanillas, dormí un poco. Después, sentí todo lo que sucedió solo cuando el agua me golpeó la cara. El hijo de mi amigo estaba sentado a mi lado. Estaba abrochado al cinturón y no tuve tiempo de sacarlo porque me desperté rápidamente atónito. Solo logré desabrocharme, después comencé a flotar inmediatamente e ir hacia la cabina del helicóptero. Allí había un pequeño espacio con aire que logré inhalar. Después de eso, el helicóptero se llenó completamente de agua. Estaba sentado en la primera fila. La puerta de la cabina se abrió de par en par, el vidrio se rompió y por aquel agujero comencé a subir. Según lo que sé y recuerdo, y dado que me dedico al buceo en apnea, la profundidad desde la que floté hasta la superficie fue de unos 8 o 9 metros aproximadamente.

El helicóptero se encontró en el lago a una profundidad de más de 100 metros. Se determinó el lugar específico de la caída. El helicóptero cayó sobre el lago Kurile a una distancia de unos 700 metros de la costa, así lo informó el Ministerio de Situaciones de Emergencia de la región.

## Esfuerzos de rescate e investigación
El personal de la Reserva Natural Kronotsky se paró en la orilla y esperó a que aterrizara el helicóptero. Después de escuchar el sonido del impacto, inmediatamente se subieron a los botes y comenzaron a nadar hacia los que habían logrado salir del helicóptero y los rescataron.

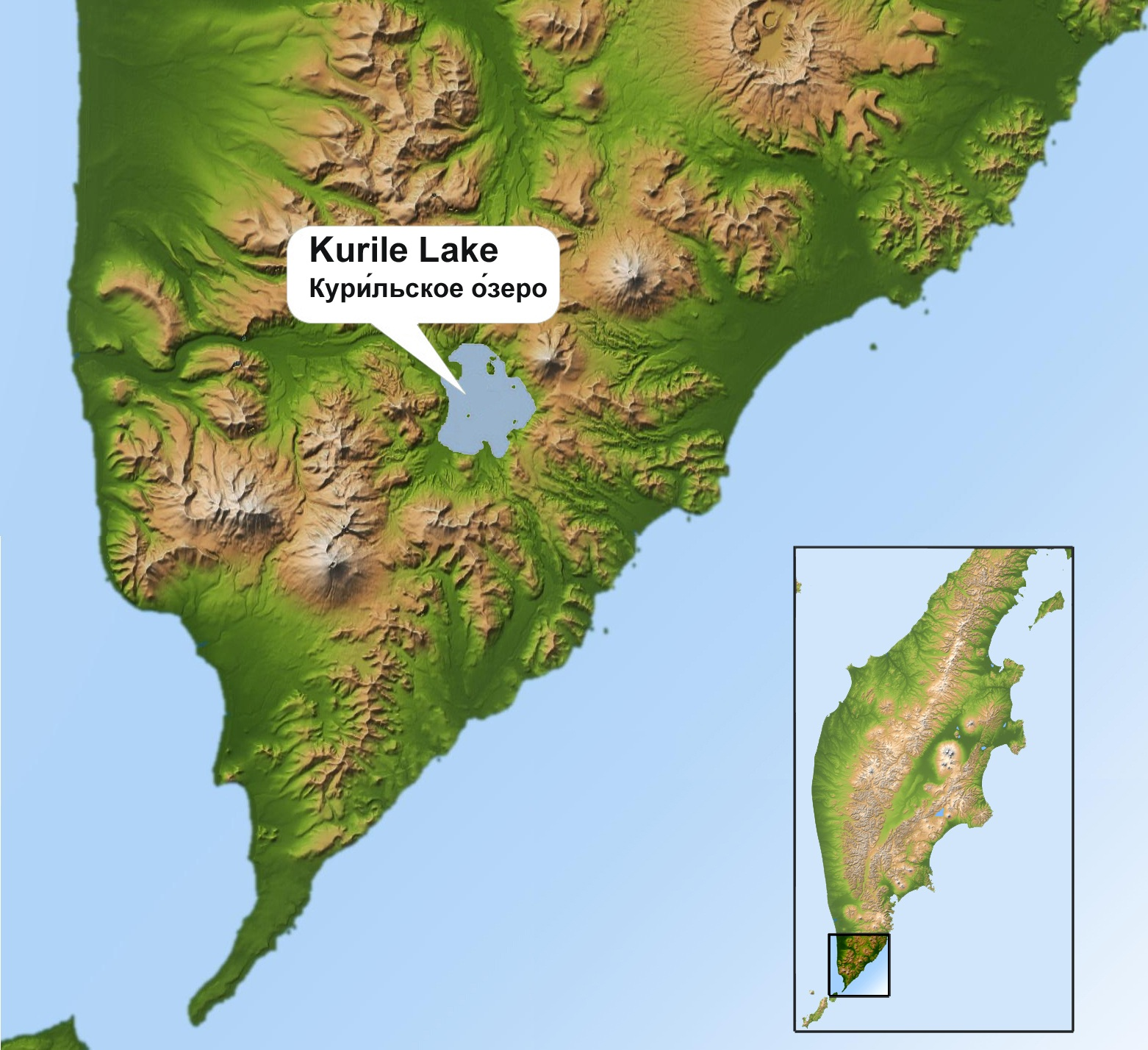
Ubicación geográfica del Lago Kurile en la península de Kamchatka.

Solo se podía llegar al lugar del accidente en helicópteros, además de que la niebla complicaba los esfuerzos de rescate de varios trabajadores de emergencia locales, incluidos tres buzos.
Los equipos de médicos acudieron al lugar fueron reforzados por trabajadores de la ambulancia, equipados con medicamentos y todos los demás medios necesarios. Además, se conoció que durante el vuelo la tripulación no reportó ningún problema técnico a bordo.
Viktor Strelkin, mencionado anteriormente, dijo que los rescatistas trabajaron muy rápido y esto salvó la vida de quienes estaban en el agua. En la orilla, las víctimas fueron envueltas en mantas, se les dio bebida caliente y se les brindó la asistencia médica necesaria. Según otros supervivientes, el copiloto salió disparado de la cabina junto con el asiento.
Algunas de las víctimas del accidente fueron trasladadas al hospital regional de Petropavlovsk-Kamchatsky, uno de ellos fue operado para salvar una de sus piernas, informó el servicio de prensa del gobierno regional.
Las autoridades le prohibieron a Vityaz-Aero transportar más pasajeros hasta esperar una aclaración preliminar de los hechos ocurridos. La compañía es la más grande de varios grupos de aviación locales que transportan turistas a la reserva Kronotsky, una de las principales atracciones turísticas que alberga la única cuenca de géiseres de Rusia.
También se dijo que, debido a la operación de recuperación de restos, el acceso al lago Kurile se restringió el acceso al lugar para los turistas durante al menos una semana.

### Investigación
Luego de algo más de un año de lo sucedido, la investigación reveló que el piloto no tomó la decisión oportuna de volar a un aeródromo alterno en medio de las no favorables condiciones meteorológicas para el vuelo instrumental, aludiendo además el bajo nivel de entrenamiento de la tripulación, lo que llevó a un descenso incontrolado y colisión de la aeronave contra la superficie del agua.
Como factores contribuyentes se señalaron:
- Entrenamiento insuficiente por parte de la tripulación para realizar maniobras por instrumentos a fin de sobrellevar el mal clima bajo el reglamento de vuelo visual.
- El incumplimiento por parte de la tripulación de las disposiciones del manual de vuelo y de los procedimientos operativos de la tripulación del Mi-8 cuando se activó la alarma de aproximación al terreno (GPWS).
- Estado psicológico del piloto asociado a una disminución, quizá por la edad, del pensamiento lógico y analítico a un nivel por debajo de la media, así como a una excesiva propensión al riesgo perdiendo, por ende, la conciencia situacional.
- Insuficiente labor preventiva de la aerolínea a partir de los resultados de la investigación de eventos aeronáuticos previos.[13]